# Агтакля
Агтакла (груз. აღთაქლა; азерб. Ağtəklə; иногда Агтакля) — село в Гардабанском муниципалитете, республики Грузия. Расположен на юго-востоке страны, в 10 км от Тбилиси и в 20 км от границы с Азербайджаном. По левой части посёлка протекает река Кура, по правой части посёлка проходит Закавказская железная дорога (ст. Гачиани).

## История
Сёла Агтакла и Каратакла образовывали одно село под названием Такля. Первое упоминание о селе Такля встречается на карте Закавказского края с пограничными землями, составленной из материалов Генерального штаба отдельного Кавказского корпуса в 1834 году.
В 1869 году был составлен список населенных мест Тифлисской губернии по сведениям камерального описания и по 5-верстной топографической карте. Издание было напечатано в 1872 году под названием «Военный обзор Тифлисской губернии и Закатальского округа» и составлено подполковником Генерального штаба В. Н. Филиповым. В разделе уезд Тифлисский указано поселение Ахтакли (официальное название села Агтакля в середине XIX веке), именно в этой книге впервые упоминается Агтакля. В селе насчитывалось 107 домов (семей), и все жители были татарами (именно так называли в Российской империи азербайджанцев).
В 1878 году выдающийся юрист и адвокат Владимир Данилович Спасович упомянул Агтаклю в своей речи по делу Давида и Николая Чхотуа и других (Тифлисское дело):

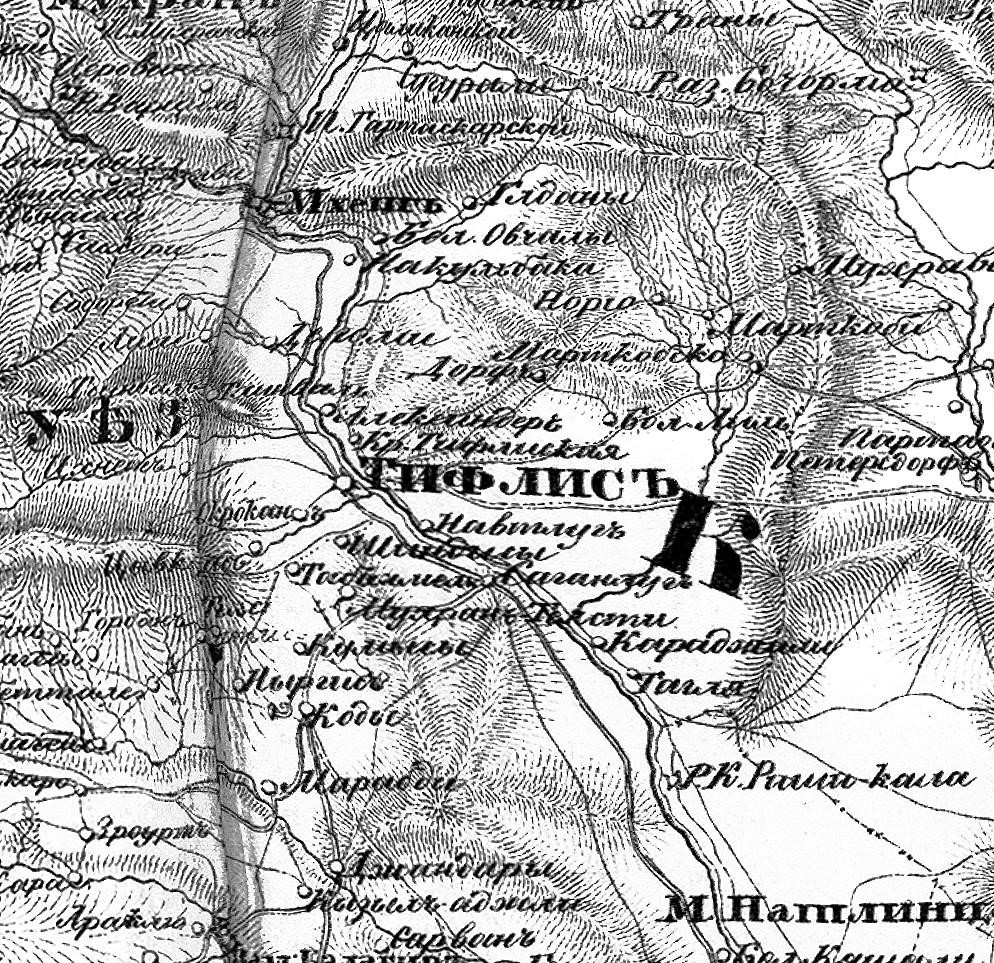
Такля на карте Закавказского края 1834 года

...22 июля 1876 г., в среду, в самый день таинственного происшествия, исчезновения Н. Андреевской, два рыбака спустились утром в Ортачалы на бурдюках. Через час, в полдень, они остановились в Навтлуге, а в сумерки прибыли в село Таклы. Одного звали Пидуа Менабди-Швили, другого — Эстате Чиаберов, по прозванию Наташка. Таклов два: по левой стороне Куры - Каратакля и по правой - Ак-Таклы.

## Топоним
Топоним села Агтакла предположительно связан с названием древнего тюркского племени Текели (азерб. Təkəli).

## Климат
| Месяц                    | Ян. | Февр. | Март. | Апрель. | Май. | Июнь. | Июль. | Август. | Сент. | Окт. | Ноябрь. | Дек. | Год  |
| Средняя температура [°C] | 6   | 7.7   | 12,9  | 18,2    | 23,4 | 27.5  | 30.8  | 30.8    | 26.0  | 19.8 | 12.9    | 7.5  | 18.7 |
| Осадки (мм)              | 19  | 26    | 30    | 51      | 78   | 76    | 45    | 48      | 36    | 38   | 30      | 21   | 498  |

## Население

### Численность и национальный состав
По данным свода статистических данных о населении Закавказского края 1886 года, в Агтакле насчитывалось 143 дыма и 1222 жителя (689 мужчин и 533 женщины) и все татары (азербайджанцы), из которых 1185 крестьяне, а остальные 33 (16 мужчин и 17 женщин) жителя дворянами и 4 (3 мужчины и 1 женщина) представителями духовенства.
По данным Государственного статистического комитета Грузии, согласно официальной переписи 2002 года, численность населения села Агтакля составляла 4229 человек (1965 мужчин и 2264 женщины), и 93 % населения посёлка составляли азербайджанцы.
По итогам всеобщей переписи населения Грузии, проведённой в 2014 году, население Агтакли составило 1811 человек. Половой состав: мужчины — 831, женщины — 980.
Динамика численности населения Агтакли:
| 1874 | 1886 | 1908 | 1912 | 1915 | 1926 | 1970 | 2002 | 2014 |
| ---- | ---- | ---- | ---- | ---- | ---- | ---- | ---- | ---- |
| 1024 | 1222 | 2258 | 2078 | 2927 | 3689 | 3527 | 4229 | 1811 |

### Язык
Несмотря на то, что официальным языком является грузинский, большинство населения владеет азербайджанским языком борчалинского диалекта и считает его родным. В посёлке действует школа с обучением на азербайджанском языке.

### Религиозный состав
Жители посёлка исповедуют ислам суннитского толка и шиитского толка. С 2009 года в Агтакле действует мечеть.

## Экономика
На территории Агтакли расположен завод по переработке перлита компании О.О.О. Горная Компания «ПараванПерлит» (Mining Company «ParavanPerlite» LTD).
Население в основном занято земледелием, скотоводством и торговлей. В 15 км от села действует крупнейший в районе рынок «Лило», где работает местное население. Также жители села ведут бизнес на автомобильных рынках города Рустави.

## Личности
Агамалов Байрам Гулу-оглы — Участник Великой Отечественной войны, военный период с 1941 по 1943 год. Награды: Орден Отечественной войны I степени.
Исмаилов, Рашид Ислам оглы — национальный герой Азербайджана. Погиб во время событий Чёрного января в 1990 году. В его честь названа улица в Баку, на которой он жил.
Гулиев, Эшгин Элмидар оглы — полузащитник азербайджанского футбольного клуба «Шувелян».
Гусейнов Идаят Магомед оглы — Математик, Доктор физико-математических наук. Профессор Бакинского Государственного Университета.
Элтун Мамедов (Eltun Mamedov) — боец смешанных единоборств (MMA)

## Топографические карты
- Лист карты K-38-90 Марнеули. Масштаб: 1 : 100 000. Состояние местности на 1982 год. Издание 1983 г.